# Verl
Verl é um município da Alemanha localizado no distrito de Gütersloh, região administrativa de Detmold, estado de Renânia do Norte-Vestfália.